# Tommy Jaud

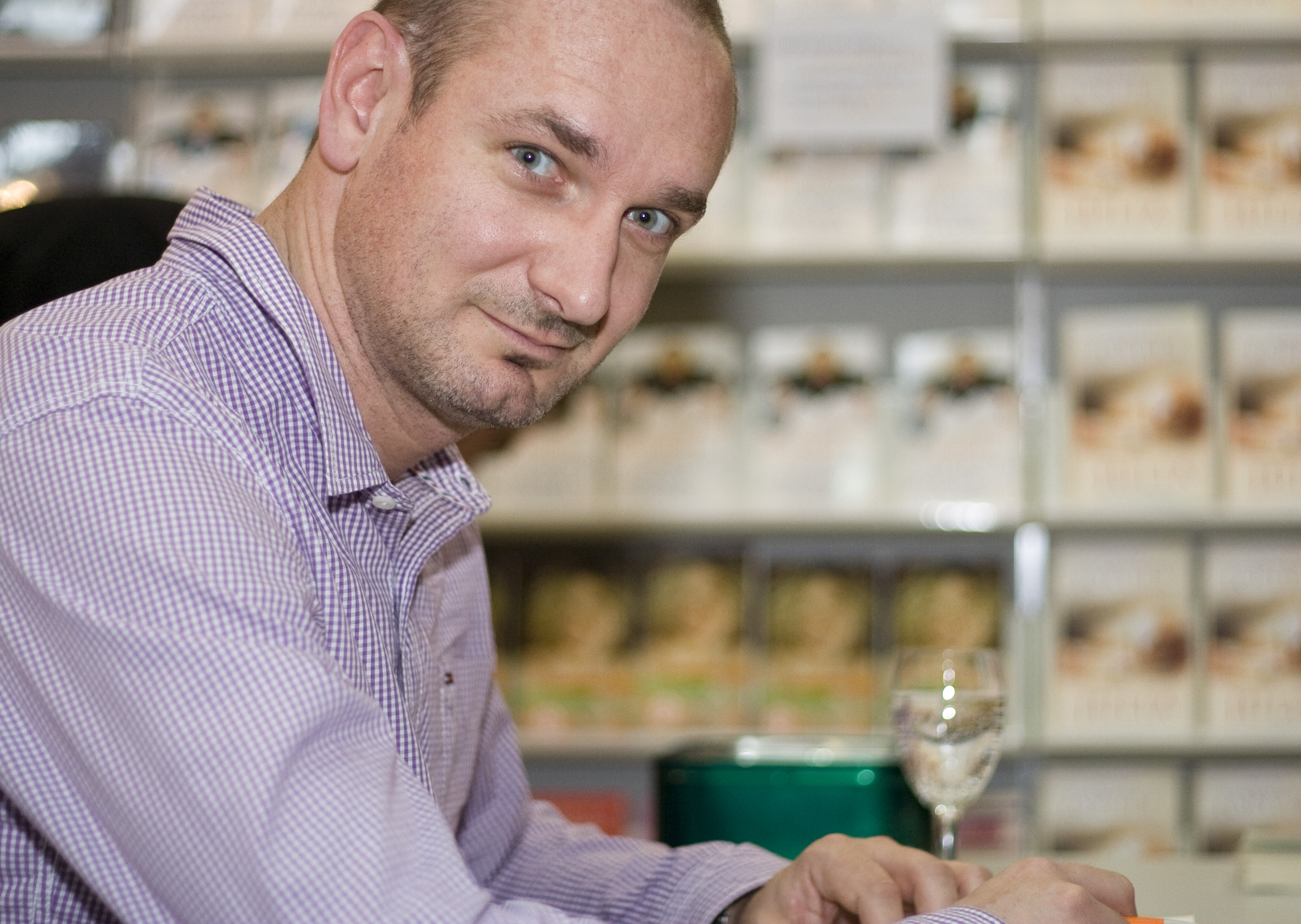
Tommy Jaud, 2010

Tommy Jaud (* 16. Juli 1970 in Schweinfurt) ist ein deutscher Schriftsteller, Drehbuchautor und Autor für verschiedene Fernsehproduktionen. Einer breiten Öffentlichkeit wurde er ab 2004 mit Unterhaltungsromanen wie Vollidiot oder Hummeldumm bekannt. 

## Werdegang
Jaud leistete nach seinem Abitur den Zivildienst in einem Kindergarten und begann anschließend ein Studium der Germanistik an der Otto-Friedrich-Universität Bamberg. Als Student moderierte er eine Radiosendung bei Antenne Thüringen und schrieb als freier Mitarbeiter für die Harald Schmidt Show. Nach Abbruch seines Studiums zog er nach Köln. Dort war er für verschiedene Fernsehproduktionen tätig, zum Beispiel als Creative Producer für die Comedyserie Ladykracher und als Headwriter für die Wochenshow von Sat.1. Jaud schrieb auch die Drehbücher für die Fernsehserie LiebesLeben. Zudem war er als Autor für die heute-show tätig. Einer breiten Öffentlichkeit wurde er als Autor von Unterhaltungsromanen bekannt, von denen sich die meisten zu Bestsellern entwickelten. Sein Roman Hummeldumm war 2010 der erfolgreichste Roman in Deutschland.

## Werke

### Bücher
Simon-Peters-Reihe
- Vollidiot. Argon Verlag, Berlin 2004, ISBN 3-87024-751-7.
- Millionär. Scherz Verlag, Frankfurt am Main 2007, ISBN 978-3-502-11033-0. (DE: Gold (Hörbuch-Award)[3], Buch: Platz 1 der Spiegel-Bestsellerliste von 9. bis 29. Juli 2007)
- Überman. Scherz Verlag, Frankfurt am Main 2012, ISBN 978-3-651-00032-2. (Platz 1 der Spiegel-Bestsellerliste von 3. bis 9. Dezember 2012)

Weitere Bücher
- Resturlaub. Scherz Verlag, Frankfurt am Main 2006, ISBN 3-502-11004-2. (DE: Gold (Hörbuch-Award))
- Hummeldumm. Scherz Verlag, Frankfurt am Main 2010, ISBN 978-3-502-11037-8. (DE: Platin (Hörbuch-Award), Platz 1 der Spiegel-Bestsellerliste im Jahr 2010)
- Sean Brummel: einen Scheiß muss ich; Das Manifest gegen das schlechte Gewissen. Fischer, Frankfurt am Main 2015, ISBN 978-3-596-03227-3.
- Der Löwe büllt. Fischer Scherz, Frankfurt am Main 2019, ISBN 978-3-651-02558-5.
- Komm zu nix: Nix erledigt und trotzdem fertig; Gute-Laune-Storys. Fischer Scherz, Frankfurt am Main 2022, ISBN 978-3-651-00119-0.
- Man müsste mal: Nix gemacht und trotzdem happy; Neue Gute-Laune-Storys. Fischer Scherz, Frankfurt am Main 2023, ISBN 978-3-651-02509-7.

### Hörbücher
- Jauds Romane Vollidiot (2004), Resturlaub (2007) und Millionär (2012) wurden von Christoph Maria Herbst vertont.
- Die Hörbücher zu Hummeldumm (2010), Überman (2012), Einen Scheiß muss ich (2015), Der Löwe büllt (2019), Komm zu nix (2022) und Man müsste mal (2023) sprach der Autor selbst ein.

## Verfilmungen und Filme
Der Roman Vollidiot wurde 2007 mit Oliver Pocher und Anke Engelke unter der Regie von Tobi Baumann verfilmt. Das Drehbuch schrieb Jaud, der mit Engelke und Baumann bereits bei Ladykracher zusammengearbeitet hatte.
2008 zeigte Sat.1 das zweite Werk des Teams Jaud/Baumann, Zwei Weihnachtsmänner, mit Christoph Maria Herbst und Bastian Pastewka, das 2009 den Deutschen Comedypreis als „Beste TV-Komödie“ erhielt. Jaud schrieb auch das Drehbuch für die Verfilmung seines Romans Resturlaub (Regie: Gregor Schnitzler), die 2011 in die Kinos kam.